# Teloschistopsis
Teloschistopsis is een geslacht van korstmossen behorend tot de familie Teloschistaceae. De typesoort is Teloschistopsis chrysocarpoides.

## Soorten
Volgens Index Fungorum telt het geslacht drie soorten (peildatum maart 2022):
| Soortnaam                       | Auteur(s)                               | Publicatiejaar |
| ------------------------------- | --------------------------------------- | -------------- |
| Teloschistopsis bonae-spei      | (Almb. & Poelt) Frödén, Arup & Søchting | 2013           |
| Teloschistopsis chrysocarpoides | (Vain.) Frödén, Arup & Søchting         | 2013           |
| Teloschistopsis eudoxa          | (Müll. Arg.) Frödén, Arup & Søchting    | 2013           |